# Karl Wilhelm Letzner
Karl Wilhelm Letzner (geboren am 13. Juni 1812 in Gabitz bei Breslau, gestorben am 15. Dezember 1889) war ein schlesischer Lehrer und Hobby-Entomologe, der sich vor allem auf die Sammlung und Beschreibung von Käfern konzentrierte.

## Biografie
Letzner wurde 1812 in Gabitz geboren und war Lehrer in Breslau, von 1834 bis 1881 war er Rektor einer dortigen Schule. Als Hobby-Entomologe arbeitete er nach dem Vorbild von Theodor Emil Schummel und Peter Samuel Schilling an der Aufarbeitung der schlesischen Insektenfauna und konzentrierte sich dabei auf die Sammlung und Beschreibung von Käfern. 1871 veröffentlichte er sein Verzeichniß der Käfer Schlesiens. Zudem war er Bibliothekar und Sektionssekretär der Schlesischen Gesellschaft für vaterländische Cultur und wurde dort kurz vor seinem Tod 1889 zum Ehrenmitglied ernannt.
Letzner ist unter anderem Erstbeschreiber des zu den Bockkäfern gehörenden Cornumutila lineata Letzner, 1844 als Typusart der ebenfalls von ihm benannten Gattung Cornumutila Letzner, 1844; die heute als Synonym zu dieser betrachteten und von Gustav Kraatz beschriebene Gattung Letzneria Kraatz, 1879 wurde nach ihm benannt. Zudem benannte er den Laufkäfer Pterostichus quadrifoveolatus Letzner, 1852.

## Werke (Auswahl)
- Die entomologische Section der schlesischen Gesellschaft für vaterländische Kultur in ihrem funfzigjährigen Bestehen. Breslau am 21. Dec. 1858. Kommissions-Verlag von Grass, Barth u. Comp. (I.F. Ziegler), Breslau 1858, S. 16–18 (google.books)
- Verzeichniß der Käfer Schlesiens, Breslau 1871

## Belege
1. ↑  Karl Wilhelm Letzner in: Allgemeine Deutsche Biographie 51 (1906), S. 672 (Online-Version)

| Personendaten    | Personendaten                          |
| ---------------- | -------------------------------------- |
| NAME             | Letzner, Karl Wilhelm                  |
| KURZBESCHREIBUNG | deutscher Lehrer und Entomologe        |
| GEBURTSDATUM     | 13. Juni 1812                          |
| GEBURTSORT       | Gabitz bei Breslau, Fürstentum Breslau |
| STERBEDATUM      | 15. Dezember 1889                      |